# النشالة والبيه (فلم)
النشالة والبيه فيلم دراما مصري بطولة سمير صبري وهالة صدقي وحسين الشربيني وعماد محرم ورشيدة رحموني وسيد حاتم، إنتاج سنة 1985، من إخراج شريف حمودة.

## القصة
يعيش مراد حياة زوجية غير مستقرة مع دولت التي تخونه مع منير الذي يستغلها ماديا، يقرر إنهاء هذا الزواج الفاشل والتركيز في أبحاثه العلمية التي قادته لاختراع جهاز إنذار لمكافحة السرقة، يحاول تطوير اختراعه بدراسة طبيعة عمل النشالين، تقوده الصدفة لمشاهدة أحدهم لحظة تنفيذ عملية نشل بمحطة أوتوبيس، ويلفت انتباهه أنها فتاة جميلة، يقوده الفضول لتتبعها حتى يعرف بمكان إقامتها، يحاول فيما بعد اختراق هذه العصابة التي يقودها سيد، ويعلم بأن هذه الفتاة هي مديحة ابنته، يقع مراد في حبها وتبادله المشاعر، فيحاول جاهدا إثناء سيد عن عمله غير الشريف، فتتصاعد الأحداث.

## فريق العمل

### بطولة
| - سمير صبري: مراد - هالة صدقي: مديحة - حسين الشربيني: سيد - عماد محرم: منير - رشيدة: دولت | - سيد حاتم: برقوقة - سعيد رضوان: قدّورة - لويس يوسف - عثمان الحمامصي - سهام زكي | - سيد مصطفى - ناهد أبو المجد - محمد صلاح - حسن توتالة - محمد درديري |

### الإداريون
| - مجدي كامل: مهندس الصوت - أحمد عبدالخالق: مسجل الصوت - كميل صبحي: مساعد الصوت - أنور حنفي: مساعد الصوت - حسن إبراهيم: مساعد الصوت - جليلة الحريري: مساعد الصوت - شريف حمودة: مخرج - محمد خورشيد: مخرج مساعد - سيد فضل: سكريبت - فاروق آغا: كلاكيت - ستوديو مصر: الطبع والتحميض - صلاح عطية: مدير عام المعامل | - محمد مميش: مصحح الألوان - محمد الطباخ: مونتير - حنان الشربيني: مركب الفيلم - ليلى فهمي: نيجاتيف - رضا السيد: مدير التصوير - أحمد عسر: مصور - جمال السيد: مساعد مصور - أحمد دسوقي: ماكيير - طلعت أحمد (طلعت علي أحمد: مصفف الشعر - إسماعيل عبدالمجيد: مساعد ماكيير - صفوت غطاس: منتج | - سبوت 2000 للإنتاج السنيمائي (فيديو 2000 صفوت غطاس: منتج - ايميل عبدالمسيح: مدير الإنتاج - محمد بكر: مصور فوتوغرافيا - علي بكر: مصور فوتوغرافيا - مؤسسة الخليج للأعمال الفنية - دبي: موزع فيديو - سبوت 2000 للإنتاج السنيمائي (فيديو 2000 صفوت غطاس: موزع - حسين أبو شبيكة: قصة وسيناريو وحوار - رضا جبران: التتر - طارق شرارة: إعداد الموسيقى - أحمد تركي: ريجيسير - عجمي عبدالرحمن / دنجل: إكسسوار |

## وصلات خارجية
- مقالات تستعمل روابط فنية بلا صلة مع ويكي بيانات